# Oghul Qaïmich
Oghul Qaïmich o Oghul Qaimish fou una princesa mongol, regent de l'imperi del 1248 al 1251, dona principal del gran kan Güyük.
Guyuk va morir el 1248. La data exacta de la mort no és coneguda, però les fonts xineses la situen entre el 27 de març i el 24 d'abril.
La regència va passar a la seva vídua Oghul Qaïmich, una princesa oirat segons D'Ohsson o markit segons Pelliot.
La regent va rebre el 1250, al Tarbagatai, a la regió del Iemil i del Qobad, patrimoni de la casa d'Ogodei, als ambaixadors del rei Sant Lluís de França, els dominicans André de Longjumeau, Guy o Guillaume de Longjumeau (germà de l'anterior) i Joan de Carcassona que van arribar al país passant per Tabriz i després pel Talas. Els regals portats pels ambaixadors foren acceptats com un tribut per la regent que va enviar un missatge al rei de França demanant de sotmetre's més explícitament. L'ambaixada estava de retorn a Cesarea de Palestina, on era el rei Lluís el Sant, abans de l'abril del 1251.
La regent volia fer atribuir el tron a un dels prínceps de la línia d'Ogodei, bé Chiramon (nebot de Guyuk) o encara millor al fill que ella havia tingut amb Guyuk, de nom Qutcha. Però el deganat de la casa genguiskhànida el tenia Batu Khan, que volia excloure a la branca d'Ogodei (Ogodeïdes), i es va aliar amb la vídua de Tului, Sorgaqtani. La princesa va convèncer a Batu de fer elegir a Mongke o Mongka que era el fill gran de Tului, i la mare del qual era la mateixa Sorgaqtani.
El kuriltai per l'elecció de gran kan es va fer presidit per Batu, al seu campament d'Alaqmaq, al nord de l'Issiq Qul, el 1250. Els representants de les branques d'Ogodei i Txagatai no van assistir a la reunió o els que hi van anar la van abandonar abans de l'elecció; així la decisió quedava en mans de les branques de Djoci i Tului. Elegit Mongke com estava previst, les branques absents es van negar a ratificar l'elecció i reconèixer al nou gran kan al·legant que l'assemblea s'havia fet molt lluny dels llocs sagrats genguiskhànides i havia estat incomplerta. Batu va convocar llavors un segon kuriltai més complet a la regió sagrada a la vora de l'Onon o del Kerulen, i va convidar les branques refractàries a assistir-hi, però totes les requisitòries van rebre un complet refús. Batu va seguir endavant i el seu germà Berke fou encarregat d'organitzar el kuriltai a Koda'a-aral o Köto'ü-aral, a la vora del Kerulen. Els representants de la branca d'Ogodai va protestar i igual Yesü Möngke, cap de l'ulus de Txagatai, que donava suport als ogodeïdes. Però Berke va fer proclamar a Mongke com a gran kan l'1 de juliol de 1251, amb 43 anys, i l'imperi va passar així de la branca d'Ogodei a la de Tului.
Aquest virtual cop d'estat fou possible per la debilitat dels prínceps odogaïdes, tots joves, i per la influència de Batu com a degà dels genguiskhànides i cap de la branca major. Però això trencava la legitimitat i els perjudicats no s'hi podien conformar. Finalment Chiramon va decidir anar al kuriltai per fer homenatge al nou gran kan però en realitat per intentar una sorpresa i destronar a Mongke, però el complot fou descobert i les forces de Chiramon foren desarmades i els consellers com Qadaq, Tchinqai i alguns altres, executats. Chiramon i els prínceps de la seva branca foren arrestats. La regent Oghul Qaimich, que no havia afavorit l'elecció de Mongke i aquest l'odiava fou despullada per ser interrogada i després tancada dins d'un sac i tirada al riu Kerulen on es va ofegar (en una data entre maig i juliol del 1252).
Kubilai, el germà gran de Mongke, va salvar a Chiramon, i se'l va emportar a l'exèrcit a la Xina, però no va poder impedir que el gran kan el fes ofegar finalment. El jove Qutcha, el més jove dels fills de Guyuk, fou deportat a un districte a l'oest de Karakorum. Godan s'havia sotmès espontàniament a Mongke i fou perdonat però es va haver d'erigir en instrument de la venjança del gran kan contra el governador Eldjigidai a Pèrsia. També es va salvar Qaidu i se'ls va permetre conservar l'ulus d'Ogodei al riu Iemil. Finalment Mongke va fer matar el kan de l'ulus de Txagatai, Yesü Möngke, que havia donat suport als ogodeïdes, i el va substituir per un altre príncep de la mateixa casa, Kara Hulagu, i després per la vídua d'aquest, la princesa Orghana en 1252. Buri, un altre net de Txagatai, fou enviat a Batu Khan, que el va fer matar en revenja per una ofensa que li havia fet en la campanya d'Europa.